# Avenida Principal de Las Mercedes
Avenida Principal de Las Mercedes es el nombre que recibe una importante arteria vial localizada en el Municipio Baruta, en jurisdicción del Estado Miranda, al este del Distrito Metropolitano de Caracas, y al centro norte del país sudamericano de Venezuela. Recibe su nombre del sector donde se ubica la Urbanización Las Mercedes.

## Descripción

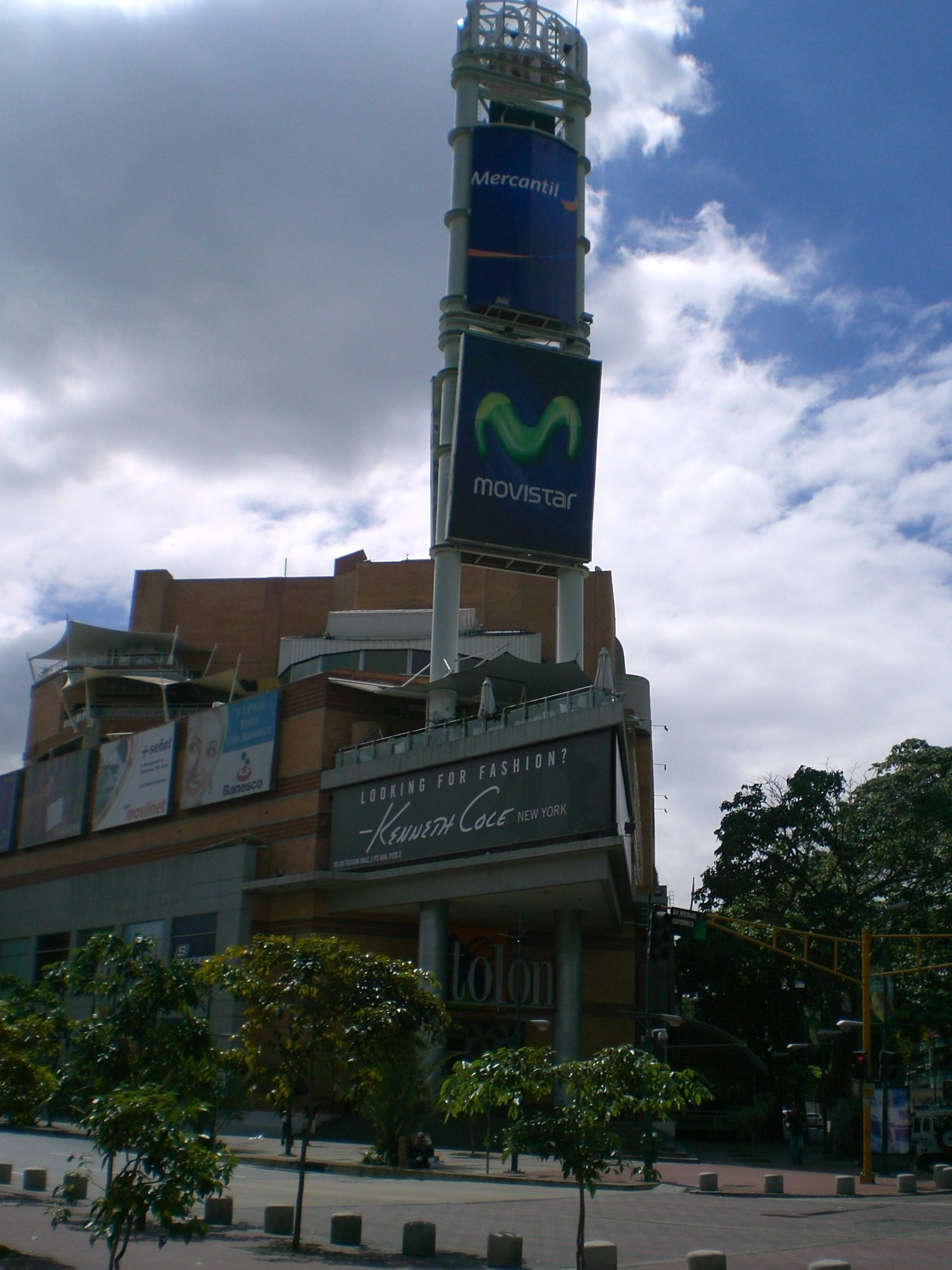
El Centro Comercial Tolón, frente a la Avenida.

Se trata de una vía de transporte que conecta la Avenida Río de Janeiro y la Avenida Principal de Bello Monte, a la altura del Puente Veracruz, con la Avenida Veracruz y la Autopista Prados del Este. En su recorrido también se vincula con la Calle Orinoco, Calle Nueva York, Calle Nicolás Copérnico, Calle Londres, Calle Mucuchíes, Calle Monterrey, Calle París y la Avenida Jalisco.
Entre los sitios que destacan en sus alrededores se puede mencionar la Plaza Alfredo Sadel, el complejo Trasnocho Cultural, el Colegio Mater Salvatoris, el Concejo Municipal de Baruta, el C.C. La Mansión, C.C. Tolón, el Centro Médico Las Mercedes, el Edificio Itaca, el Edificio Barsa, el Instituto Universitario de Nuevas Profesiones, la estación de Metrobús Orinoco, el Hotel Paseo Las Mercedes, la Torre Saime, el Banco Provincial, el Edificio Ariedam, entre muchos otros.